# Кадилак Долана
«Кадилак Долана» (англ. Dolan's Cadillac) — американський фільм режисера Джеффа Біслі. Прем'єра в світі відбулася 1 липня 2009 року. Трилер, знятий за однойменним оповіданням Стівена Кінга зі збірки «Нічні кошмари і фантастичні видіння».

## Зміст
Дружина Робінсона мала свідчити проти місцевого ватажка бандитів. Та його підручні усунули жінку до суду. Довгі роки герой ростив у своєму серці ненависть. Ніщо не може повернути йому кохану, але одне він знає напевне — його помста мафії буде точною, вивіреною, ефективною і настільки жорстокою, що навіть злочинців охопить жах від того, що відбувається.

## Ролі
| Актор            | Роль     |
| ---------------- | -------- |
| Крістіан Слейтер | Долан    |
| Веслі Бентлі     | Робінсон |
| Еммануель Вожье  | Елізабет |
| Ґреґ Брик        | шеф      |
| Ейдан Дівайн     | Роман    |
| Ел Сапьенза      | Флетчер  |
| Карен ЛеБланк    | Дельта   |

## Знімальна група
- Режисер — Джефф Біслі
- Сценарист — Річард Дулінг, Стівен Кінг
- Продюсер — Ронда Бейкер, Кевін ДеУолт, Ален Ганьон
- Композитор — Джеймс Марк Стюарт